# Paranoid (블랙 사바스의 노래)
〈Paranoid〉는 두 번째 음반 《Paranoid》에 수록된 영국의 록 밴드 블랙 사바스의 곡이다. 그것은 이 음반의 첫 번째 싱글이고, B 사이드는 〈The Wizard〉이다. 이 곡은 영국 싱글 차트에서 4위에 올랐고 빌보드 핫 100에서 61위에 올랐다.

## 참여 인원
- 오지 오스본 – 보컬
- 토니 아이오미 – 기타
- 기저 버틀러 – 베이스 기타
- 빌 워드 – 드럼

## 곡 목록
- 7" single (Vertigo 6059 010)[1]

1. "Paranoid" – 2:45
2. "The Wizard" – 4:20

- 7" single (Vertigo 6059 014)

1. "Paranoid" – 2:50
2. "Rat Salad" – 2:30

- 7" singles (Vertigo AS 109)

1. "Paranoid" – 2:50
2. "Happy Being Me"[I] – 15:54

- 7" 1977 re-release (Immediate 103 466)

1. "Paranoid" – 2:50
2. "Evil Woman" – 3:25

- 7" 1977 re-release (Nems SRS 510.044)

1. "Paranoid" – 2:50
2. "Tomorrow's Dream" – 3:11

- 7" 1980 re-release (Spiegelei INT 110.604)

1. "Paranoid" – 2:45
2. "Snowblind" – 5:25

Note
- I^  "Happy Being Me" is performed by Manfred Mann Chapter Three and appears on their second album Manfred Mann Chapter Three Volume Two.